# KRTAP10-9
KRTAP10-9 (англ. Keratin associated protein 10-9) – білок, який кодується однойменним геном, розташованим у людей на довгому плечі 21-ї хромосоми. Довжина поліпептидного ланцюга білка становить 292 амінокислот, а молекулярна маса — 30 037.
| 10         |  | 20         |  | 30         |  | 40         |  | 50         |
| ---------- |  | ---------- |  | ---------- |  | ---------- |  | ---------- |
| MAASTMSIRS |  | SAYSDSWQVD |  | DCPESCCEPP |  | CCATSCCAPA |  | PCLTLVCTPV |
| SRVSSPCCQV |  | TCEPSPCQSG |  | CTSSCTPSCC |  | QQSSCQPAYC |  | TSSPCQQACC |
| VPVCCKPVCC |  | VPVCCGASSC |  | CQQSSYQPAC |  | CASSSCQPAC |  | CVPVCCKPVC |
| CAPTCSEDSY |  | SCCQQSSCQP |  | ACCTSSPCQQ |  | SYCVPVCCKP |  | VCCKPICCVP |
| VCSGASSLCC |  | QQSGCQPACC |  | TTSCCRPSSS |  | VSLLCRPVCR |  | PACCVPVSSC |
| CAPTSSRQPS |  | YCRQASCVSL |  | LCRPVCSRPA |  | CYSFSSGQKS |  | SC         |

A: Аланін

C: Цистеїн

D: Аспарагінова кислота

E: Глутамінова кислота

F: Фенілаланін

G: Гліцин

I: Ізолейцин

K: Лізин

L: Лейцин

M: Метіонін

P: Пролін

Q: Глутамін

R: Аргінін

S: Серин

T: Треонін

V: Валін

W: Триптофан

Задіяний у такому біологічному процесі, як альтернативний сплайсинг. 